# Rudolf Hilferding
Rudolf Hilferding (Viena, 10 de agosto de 1877 – 11 de fevereiro de 1941) foi um economista austríaco marxista, importante teórico revisionista e destacado líder da social-democracia alemã durante a República de Weimar, e médico.

## Biografia

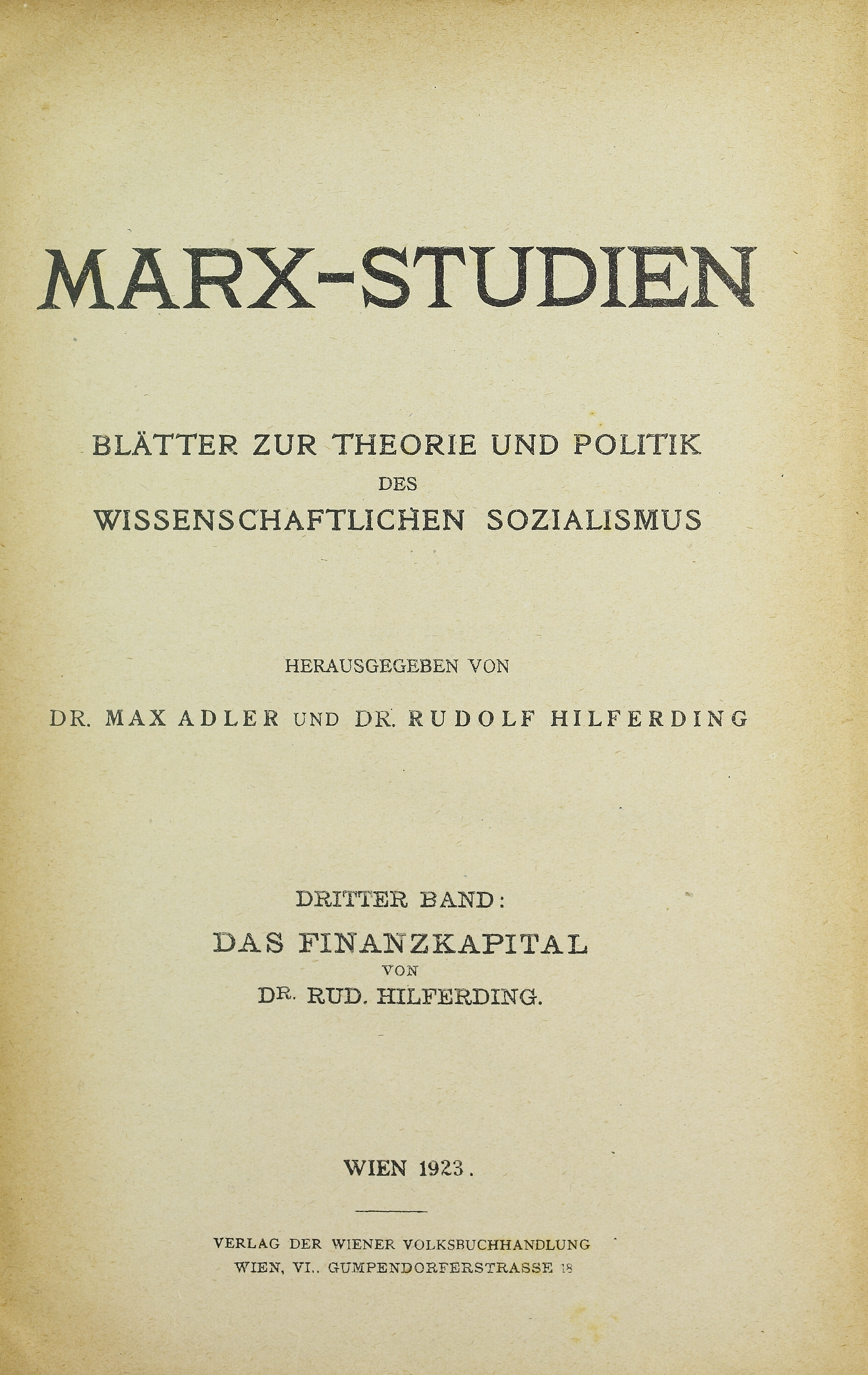
Finanzkapital, 1923

Nascido de uma próspera família judaica, formou-se em medicina na Universidade de Viena e, após obter seu doutorado, em 1901, começou a trabalhar em Viena como pediatra. Todavia, sem grande entusiasmo pela profissão, passava a maior parte do seu tempo livre estudando economia política, seu verdadeiro interesse. Ainda assim, não deixaria a medicina até obter
sucesso com os primeiros trabalhos publicados.
Uma vez filiado ao Partido Social-Democrata (SPD) da Áustria, em 1902 contribuía para o jornal Die Neue Zeit, o mais importante do movimento socialista da época, no qual escrevia sobre economia, a pedido de Karl Kautsky, - na época, o mais importante teórico marxista. Hilferding e Kautsky  tornaram-se grandes amigos, além de terem afinidades políticas. Mais tarde, nos anos 1920s, Hilferding será o sucessor de Kautsky como principal teórico do SPD.
Finalmente, em 1906, abandona a medicina e, atendendo ao chamado de August Bebel, começa a ensinar Economia e História do pensamento económico no centro de treinamento do SPD, em Berlim. Porém, pouco depois é obrigado a deixar o emprego, em virtude da promulgação de uma lei que restringia o exercício do magistério aos cidadãos alemães. Foi substituído por Rosa Luxemburg, após ser acusado de evicção, pela polícia prussiana in 1907.
Depois de se tornar um importante jornalista ligado do SPD, Hilferding participou da Revolução de Novembro na Alemanha (1918-1919), tornando-se Ministro da Fazenda em 1923 e de 1928 a 1929.
Em 1933, após a ascensão de Hitler ao poder, Hilferding  transferiu-se para Zurique e posteriormente para Paris, onde morreu depois de ser detido pela Gestapo em 1941.
Hilferding foi um dos proponentes de uma leitura "econômica" de Karl Marx, identificando-se com o chamado austromarxismo. Foi o primeiro a levar adiante a teoria do "capitalismo organizado".
Participou também do "Debate da Crise" - rebatendo a teoria de Marx acerca da instabilidade e eventual colapso do capitalismo, argumentando que a concentração do capital estaria caminhando para a estabilização.
Editou importantes publicações como Vorwärts, Die Freiheit e Die Gesellschaft. Seu trabalho mais famoso é Das Finanzkapital ("O capital financeiro" ), uma das mais influentes e originais contribuições ao marxismo econômico, que exerceu grande influência sobre vários autores, dentre os quais Lenin, em seus escritos sobre o imperialismo.
O capital financeiro, publicado em 1910, mantém-se como referência até os dias atuais.

## Lucro do Fundador
O lucro do fundador é um conceito elaborado por Rudolf Hilferding em seu livro O Capital Financeiro. Ele consiste na valorização fictícia de uma empresa no mercado de ações ao atribuir seu rendimento a taxa de juros, ao invés da taxa de lucro. A diferença estabelecida na valorização dessa empresa é o lucro do fundador, que recebe mais que a empresa vale ao vendê-la no mercado de ações.
A valorização das ações da empresa no lucro do fundador se dá pela seguinte forma: supondo que a empresa vale 1 000 e sua taxa de lucro é 10% o seu rendimento é 100. Entretanto, quando essa empresa abre suas ações para compra, os compradores estão olhando para a taxa de juros, pois ela pode comprar ou emprestar essas mesmas ações. Contudo, a taxa de juros é menor que a taxa que a taxa de lucro, então supondo que a taxa seja 5%, esse valor vai equivaler ao rendimento de 100 para quem está comprando. Ou seja, a empresa passaria a valer 2 000. Se a empresa vale mais suas ações e quem as vende (o fundador) recebe esse lucro a mais pelo preço delas.